# Зевульф
Зевульф (англ. Saewulf) — англосаксонец, сочинение которого о паломничестве в Святую Землю в 1102—1103 годах, представляющее весьма важный исторический источник, сохранилось в единственной рукописи XII века в библиотеке колледжа Corpus Christi Кембриджского университета. Русский перевод описания его путешествия сделан Павлом Владимировичем Безобразовым («Сборник Православной Палестинской общины» том III, выпуск 3).